# Tunnel des Inversens
Le tunnel des Inversens est un tunnel de France situé en Savoie, dans la station de sports d'hiver de la Plagne, au pied de la roche de Mio, à 2 310 mètres d'altitude. Tunnel piéton carrossable, il est intégré à la piste bleue « Le Tunnel » et par conséquent emprunté par des skieurs,. Ces derniers peuvent ainsi quitter le secteur de la montagne du Carroley pour gagner celui de la montagne de l'Arc.

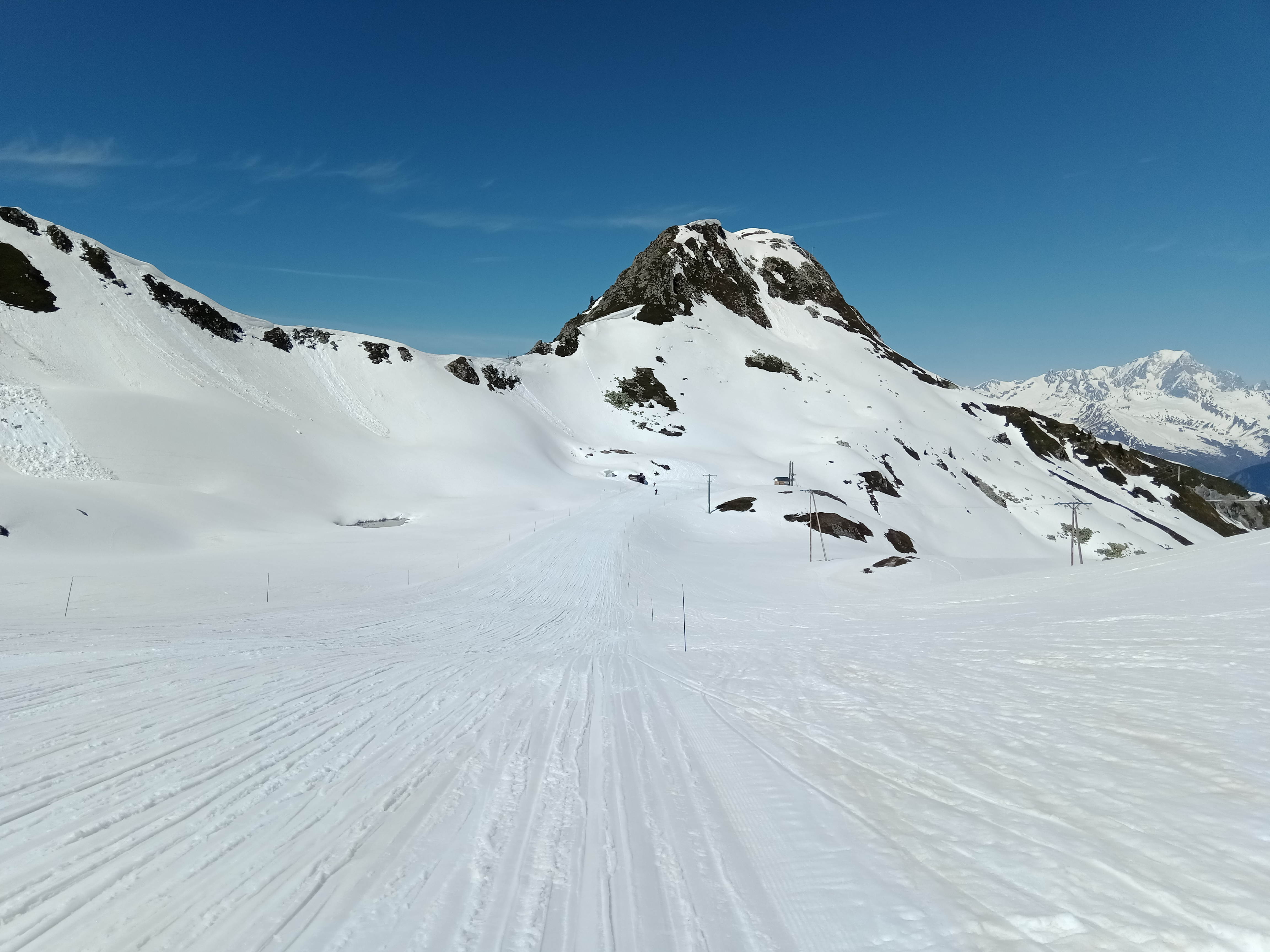
L'entrée est du tunnel depuis la piste de ski « Le Tunnel » au sud.
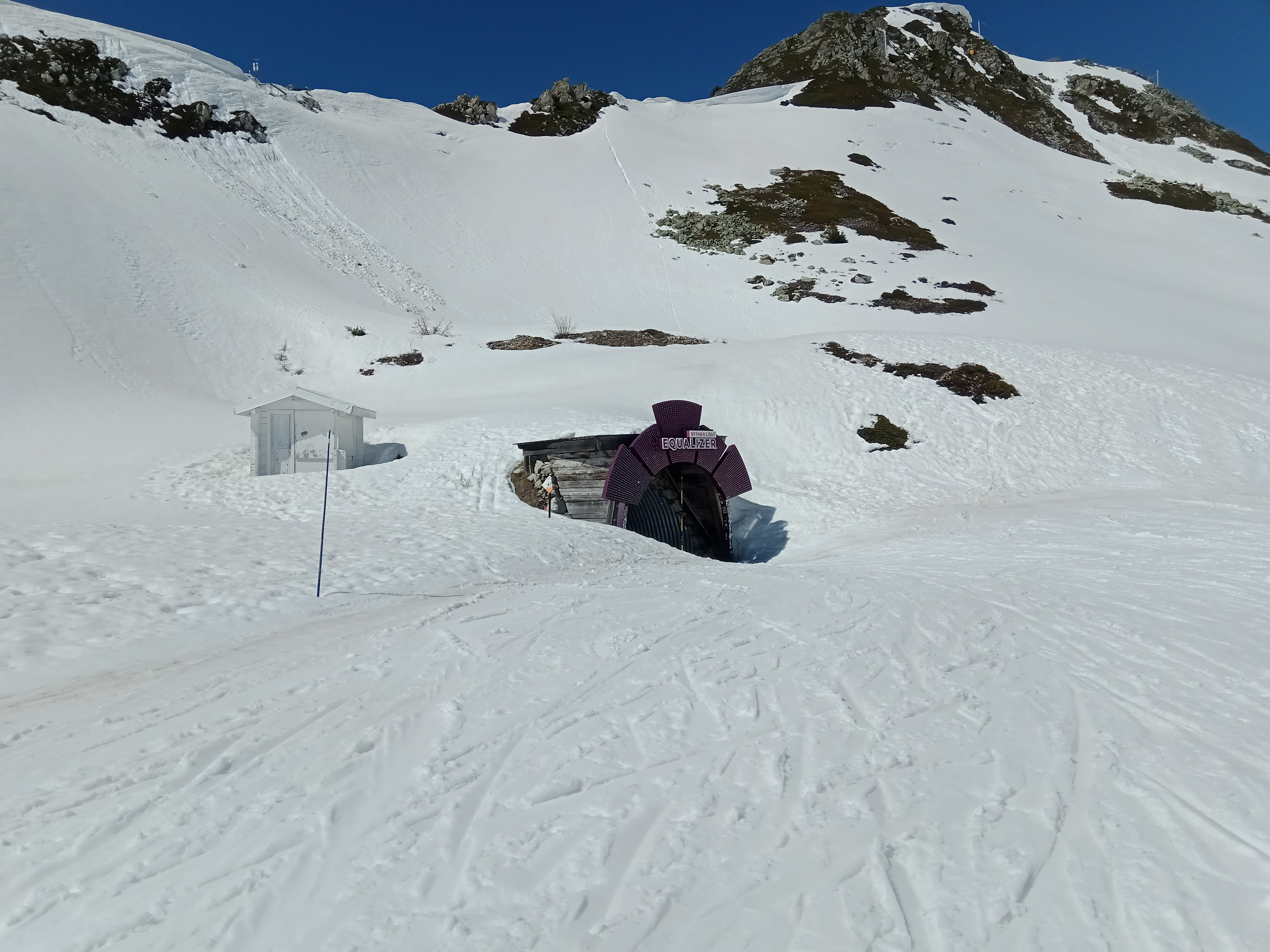
L'entrée est du tunnel.
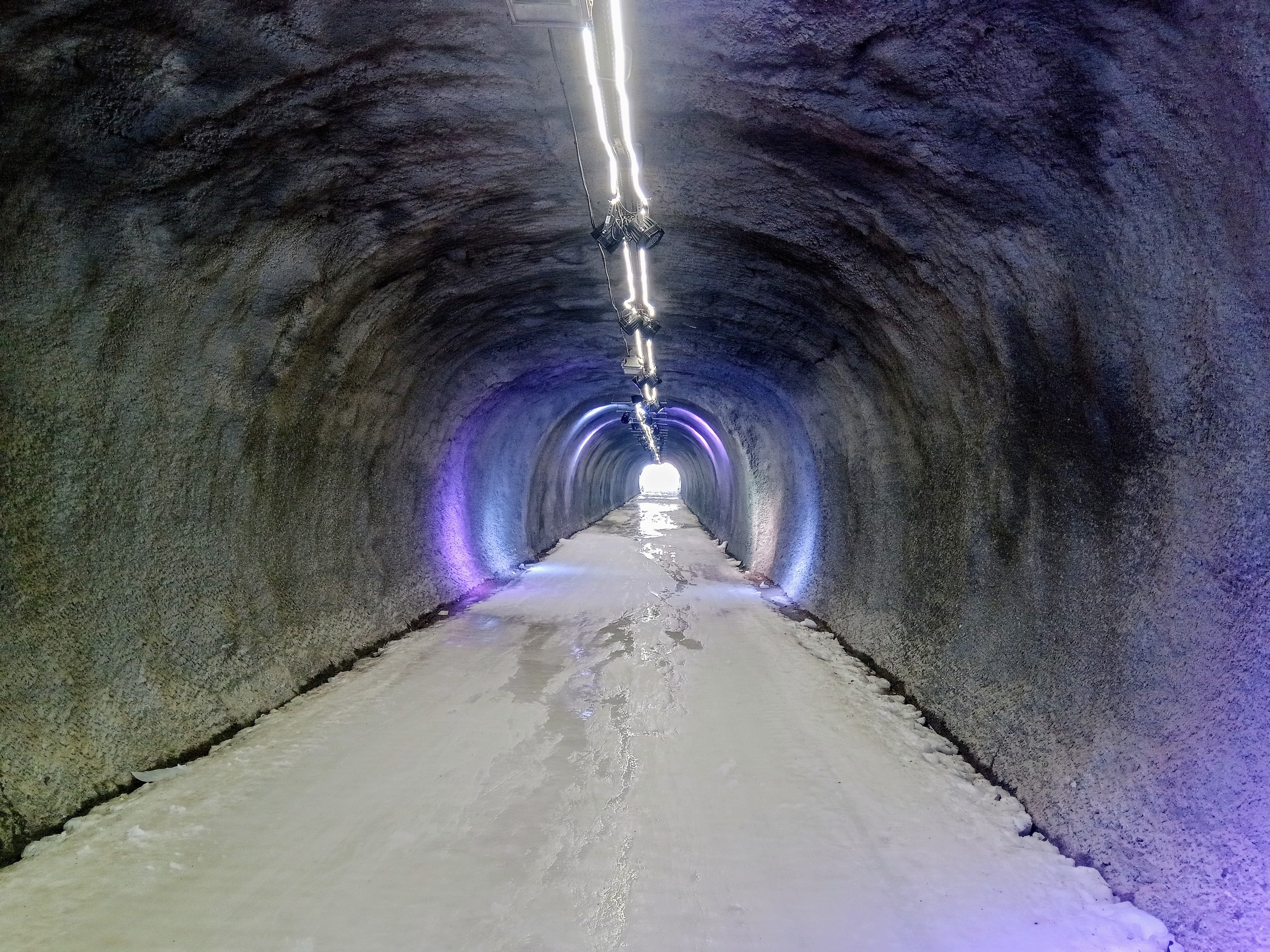
L'intérieur du tunnel avec le sol couvert de neige.
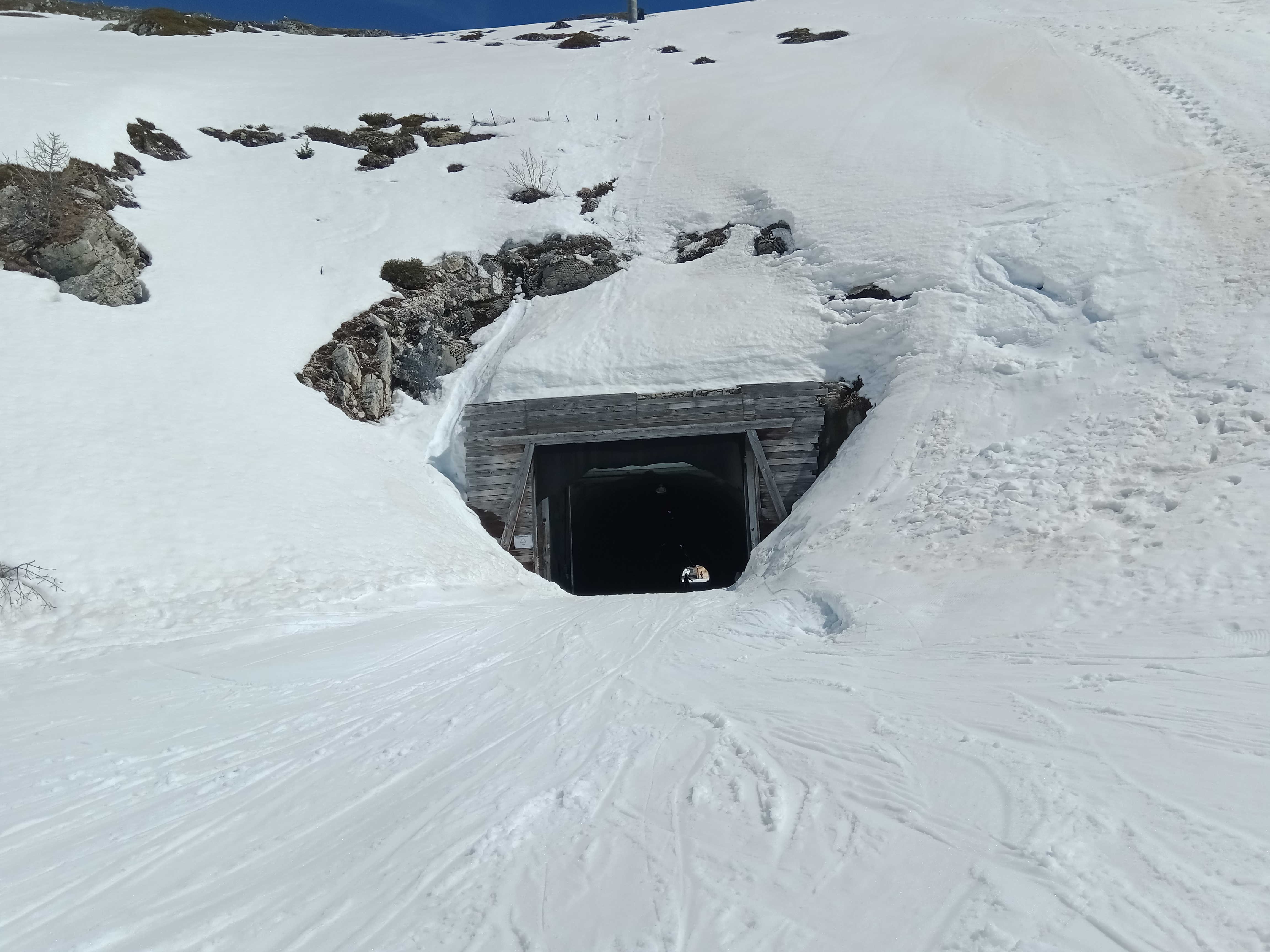
L'entrée ouest du tunnel.